# Dicliptera trianae
Dicliptera trianae är en akantusväxtart som beskrevs av Emery Clarence Leonard. Dicliptera trianae ingår i släktet Dicliptera och familjen akantusväxter. Inga underarter finns listade i Catalogue of Life.